# Tour da Eslováquia
O Tour da Eslováquia (oficialmente: Okolo Slovenska) é uma carreira ciclista profissional por etapas eslovaca.

Criou-se em 1954 e desde da criação dos Circuitos Continentais da UCI em 2005 faz parte do UCI Europe Tour, dentro a categoria 2.2 (última categoria do profissionalismo). No ano 2017 passou a ser uma carreira de categoria 2.1.

## Palmarés
| Ano                              | Vencedor                   | Segundo               | Terceiro                   |
| -------------------------------- | -------------------------- | --------------------- | -------------------------- |
| 1954                             | Karel Nesl                 | Josef Křivka          | Jan Kubr                   |
| 1955                             | Jan Veselý                 | Bedrich Plank         | Vlastimil Ružička          |
| 1956                             | Aurelio Cestari            | Alberto Emiliozzi     | Karl-Magnus Åmell          |
| 1957                             | Pierre Le Don              | Günter Oldenburg      | Horst Kappel               |
| 1958                             | Walter Renner              | Josef Křivka          | Rudolf Revay               |
| 1959                             | Lothar Höhne               | Jan Malten            | Ludevit Wiezner            |
| 1960                             | Antal Megyerdi             | Rudolf Revay          | František Konečný          |
| 1961-1963 edições não realizadas |                            |                       |                            |
| 1964                             | Matej Laczo                | Ladislav Heller       | Jiří Háva                  |
| 1965                             | Jiří Háva                  | Pavel Konečný         | Bernd Patzig               |
| 1966                             | Pavel Konečný              | Pavel Doležel         | Jiří Háva                  |
| 1967                             | Miloš Hrazdíra             | Jiří Háva             | Pavel Konečný              |
| 1968                             | Miloš Hrazdíra             | Ján Svorada           | Břetislav Souček           |
| 1969                             | Břetislav Souček           | Ladislav Biľo         | Miloš Hrazdíra             |
| 1970                             | Vlastimil Moravec          | Jiří Vlček            | Rudolph Labus              |
| 1971                             | Jiří Háva                  | Alois Holík           | Ladislav Biľo              |
| 1972                             | Antonín Bartoníček         | Vladimír Vondráček    | Ladislav Biľo              |
| 1973                             | Miloš Hrazdíra             | Rudolph Labus         | Ľudovít Pavela             |
| 1974                             | Pavol Čambal               | Antonin Sel           | Jiří Bartolšic             |
| 1975                             | Josef Dvořák               | Rudolph Labus         | Ján Stejskal               |
| 1976                             | Jiří Škoda                 | Ján Kružic            | Jostein Wilmann            |
| 1977                             | Miroslav Sýkora            | Bernd Drogan          | Svatopluk Henke            |
| 1978                             | Theo de Rooij              | Ramazan Galaletdinov  | Aleksandr Gusyatnikov      |
| 1979                             | Jaroslav Poslušný          | Jan Brzeźny           | Andrei Vedernikov          |
| 1980                             | Jiří Škoda                 | Sergei Sukhoruchenkov | Jiří Stratílek             |
| 1981                             | Andrei Vedernikov          | Yuri Barinov          | Sergei Prybyl              |
| 1982                             | Vladimir Voloshin          | Ladislav Ferebauer    | Bernd Drogan               |
| 1983                             | Bernd Drogan               | Andrei Toporichev     | Miroslav Sýkora            |
| 1984                             | Miroslav Sýkora            | Vladimír Dolek        | Andrzej Mierzejewski       |
| 1985                             | Jiří Škoda                 | Kurt Konrad           | Bruno Bulić                |
| 1986                             | Václav Toman               | Gennadij Alexasis     | Miloslav Vašíček           |
| 1987                             | Ivan Ivanov                | Piotr Ugrumov         | Miloslav Vašíček           |
| 1988                             | Tomáš Sedláček             | Vladimír Švehlík      | Kurt Konrad                |
| 1989                             | Pavel Tonkov               | Vladimír Kozárek      | Andrei Vedernikov          |
| 1990                             | Miroslav Lipták            | Milan Dvorščík        | Tomáš Sedláček             |
| 1991                             | Heinrich Trumheller        | Pavel Tonkov          | Lutz Lehmann               |
| 1992                             | Lubor Tesař                | Pavel Padrnos         | Mike Weissmann             |
| 1993                             | Serguei Gonchar            | Patrick Moster        | Steffen Blochwitz          |
| 1994                             | Vladimír Švehlík           | Heiko Latocha         | Alexei Nakazny             |
| 1995                             | František Trkal            | Robert Pintarič       | Vladimír Švehlík           |
| 1996                             | Ján Valach                 | Roman Broniš          | Boris Premužič             |
| 1997                             | Jaromír Purmenský          | Igor Kranjec          | Matthias Jandt             |
| 1998                             | Andrej Hauptman            | Marcel Strauss        | Jaromír Friede             |
| 1999                             | Ondřej Sosenka             | Charles Wegelius      | Piotr Chmielewski          |
| 2000                             | René Andrle                | Kim Kirchen           | Ondřej Fadrny              |
| 2001                             | František Trkal            | Matija Kotnik         | Michal Prusa               |
| 2002                             | Gustav Larsson             | Luke Roberts          | Leonardo Zanotti           |
| 2003                             | Ondřej Sosenka             | Cezary Zamana         | Dawid Krupa                |
| 2004                             | Piotr Chmielewski          | Dawid Krupa           | Kamil Vrána                |
| 2005                             | Martin Prázdnovský         | Martin Riška          | Eduard Vorganov            |
| 2006                             | Radosław Romanik           | René Andrle           | Kristoffer Gudmund Nielsen |
| 2007                             | Joost van Leijen           | Martin Mareš          | Marcin Sapa                |
| 2008                             | Kristoffer Gudmund Nielsen | Péter Kusztor         | Serguei Firsanov           |
| 2009                             | Leigh Howard               | Stefan Schäfer        | Pasquale Muto              |
| 2010                             | Robert Vrečer              | Timon Seubert         | Maroš Kováč                |
| 2011                             | Nikita Novikov             | Tomislav Dančulović   | Kristijan Đurasek          |
| 2012                             | Enrico Rossi               | Alexander Prischpetni | Davide Rebellin            |
| 2013                             | Petr Vakoč                 | Tim Mikelj            | Maroš Kováč                |
| 2014                             | Oleksandr Polivoda         | Kristjan Fajt         | Matija Kvasina             |
| 2015                             | Davide Viganò              | Matthias Krizek       | Paweł Cieślik              |
| 2016                             | Mauro Finetto              | Vitaliy Buts          | Kirill Pozdnyakov          |
| 2017                             | Jan Tratnik                | Mattia Cattaneo       | Piotr Brożyna              |
| 2018                             | Julian Alaphilippe         | Jan Tratnik           | Cesare Benedetti           |
| 2019                             | Yves Lampaert              | Arnaud Démare         | Stefan Küng                |
| 2020                             | Jannik Steimle             | Nico Denz             | Shane Archbold             |
| 2021                             | Peter Sagan                | Jannik Steimle        | Cees Bol                   |
| 2022                             | Josef Černý                | Mauri Vansevenant     | Koen Bouwman               |
| 2023                             | Rémi Cavagna               | Stefan Küng           | Milan Vader                |
| 2024                             | Mauro Schmid               | Julian Alaphilippe    | Felix Engelhardt           |
| 2025                             |                            |                       |                            |

## Palmarés por países
| País                      | Vitórias |
| ------------------------- | -------- |
| Tchecoslováquia + Chéquia | 33       |
| União Soviética + Rússia  | 5        |
| Alemanha                  | 3        |
| Eslováquia                | 3        |
| Itália                    | 3        |
| Polónia                   | 2        |
| Países Baixos             | 2        |
| Ucrânia                   | 2        |
| França                    | 2        |
| Alemanha Oriental         | 1        |
| Hungria                   | 1        |
| Suécia                    | 1        |
| Austrália                 | 1        |
| Dinamarca                 | 1        |
| Eslovênia                 | 1        |
| Bélgica                   | 1        |